# Яблонський Євген Володимирович
Євген Володимирович Яблонський (біл. Яўген Уладзіміравіч Яблонскі, нар. 10 травня 1995, Червень, Білорусь) — білоруський футболіст, півзахисник клубу БАТЕ та молодіжної збірної Білорусі.

## Клубна кар'єра
Займався футболом у ДЮСШ міста Червень, мінської «Зміні» і Борисовскому державному обласному училищі олімпійського резерву. Перший тренер — Олександр Іванович Болотін.
З літа 2012 року виступав за дубль клубу БАТЕ. У сезоні 2013 року став основним гравцем гравців дубля. 29 червня 2014 року дебютував за основну команду борисовчан, вийшовши в основному складі в грі проти «Білшини», відзначившись гольовою передачею на 12-ій хвилині, асистував Олександру Володько. У жовтні 2014 року закріпився в основі півзахисту першої команди. 27 жовтня 2014 року відзначився першим голом у чемпіонаті Білорусі (у воротах жодінського «Торпедо-БелАЗа»).
У лютому 2015 року продовжив контракт з борисовчанами. У 2015-2016 роках стабільно грав в першій команді, а в сезоні 2016 року іноді використовували на позиції центрального захисника. У сезоні 2017 року спочатку грав у стартовому складі Борисова як центральний захисник, а але згодом втратив місце в основі. У сезоні 2018 році знову виборов місце в стартовому складі.
У грудні 2018 року підписав з БАТЕ новий контракт. У сезоні 2019 року зарекомендував себе як один з основних гравців команди. У вересні 2019 року він продовжив угоду з клубом.
У Лізі чемпіонів Євген дебютував 30 вересня 2014 року, вийшовши і зігравши повний матч проти іспанського «Атлетіка» з Більбао (2:1). Дебют молодого півзахисника вийшов досить вдалим: за матч Яблонський повністю контролював центр поля, зробивши 100% точних передач (28 пасів) і пробігши 12 кілометрів. Учасник групових турнірів Ліги чемпіонів сезонів 2014/15, 2015/16 та Ліги Європи сезонів 2017/18, 2018/19 у складі БАТЕ.

## Кар'єра в збірній
Виступав за юнацьку збірну Білорусі.
Дебютував у молодіжній збірній Білорусі 25 січня 2014 року у матчі Кубку Співдружності в Санкт-Петербурзі проти Казахстану. Згодом зарекомендував себе як основний опорний півзахисник національної команди, провів 28 матчів та відзначився 3 голами.
6 вересня 2019 року дебютував у національній збірній Білорусі, відігравши всі 90 хвилин у відбірковому матчі чемпіонату Європи проти Естонії.

## Статистика виступів

### Клубна
Станом на 1 січня 2015 року.
| Клуб              | Сезон             | Ліга              | Ліга  | Ліга | Кубки | Кубки | Єврокубки | Єврокубки | Загалом | Загалом |
| Клуб              | Сезон             | Турнір            | Матчі | Голи | Матчі | Голи  | Матчі     | Голи      | Матчі   | Голи    |
| ----------------- | ----------------- | ----------------- | ----- | ---- | ----- | ----- | --------- | --------- | ------- | ------- |
| БАТЕ              | 2014              | Вища ліга         | 11    | 1    | 1     | 0     | 5         | 0         | 17      | 1       |
| Усього за кар'єру | Усього за кар'єру | Усього за кар'єру | 11    | 1    | 1     | 0     | 5         | 0         | 17      | 1       |

## Досягнення

### Командні
БАТЕ
- Білоруська футбольна вища ліга
  -  Чемпіон (5): 2014, 2015, 2016, 2017, 2018

- Кубок Білорусі
  -  Володар (3): 2015, 2020, 2021

- Суперкубок Білорусі
  -  Володар (3): 2015, 2016, 2017

«Аріс» (Лімасол)
- Чемпіонат Кіпру
  -  Чемпіон (1): 2023